# Hantili II
Hantili II  fue un rey de Hatti, sucesor de Tahurwaili, que gobernó en el siglo XV a. C.

## Biografía
Hantili fue probablemente hijo de Alluwamna. Durante su gobierno, los kaska invadieron por primera vez el territorio hitita, conquistando Tiliura y Nerik, esta última muy importante desde el punto de vista religioso. Hantili II, al igual que Tahurwaili, renovó la alianza que Telepinu firmó con Kizzuwadna.
Fue sucedido por Zidanta II, cuya relación familiar con Hantili se desconoce.